# Rigas Feraios
Rigas Feraios (Grieks: Ρήγας Φεραίος) is sedert 2011 een fusiegemeente (dimos) in de Griekse bestuurlijke regio (periferia) Thessalië. De naam verwijst naar Rigas Fereos, een schrijver uit de deelgemeente Feres.
De drie deelgemeenten (dimotiki enotita) van de fusiegemeente zijn:
- Feres (Φερές)
- Karla (Κάρλα)
- Keramidi (Κεραμίδι)